# 流紋岩

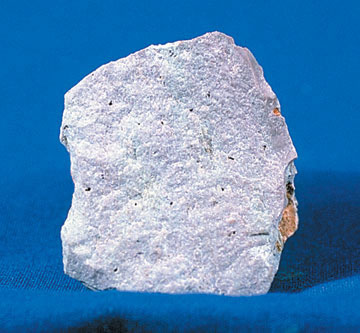
流紋岩

流紋岩（りゅうもんがん、英語: rhyolite）は、火山岩の一種。花崗岩（深成岩）と同じ成分の火山岩である。
「流紋岩」の名称は、マグマの流動時に形成される斑晶の配列などによる流れ模様（流理構造）がしばしば見られることによる。以前は、流理構造の見られないものを「石英粗面岩（せきえいそめんがん、liparite）」と呼んでいたが、現在では流紋岩に統一され、石英粗面岩の名称は用いられない。
火山岩は岩石全体の成分（特にSiO2の比率）で分類され、流紋岩はSiO2が70%以上のもの。通常は斑状組織を持つ。色は白っぽいことが多いが、噴出条件や結晶度などにより多様である（黒い流紋岩もあるので色だけでは判断できない）。
斑晶および石基として、無色鉱物である石英・長石（カリ長石・斜長石）、有色鉱物である黒雲母・角閃石等を含む。
流紋岩とデイサイトの中間的な性質の火山岩を流紋デイサイト（rhyodacite）と呼ぶことがある。

## 特殊な流紋岩
黒曜岩（黒曜石、obsidian）
石基がガラス質で、ガラス光沢のあるもの。
ピッチストーン（松脂岩、pitchstone）
石基がガラス質で、樹脂光沢のあるもの。
パーライト（真珠岩、perlite）
石基がガラス質で、丸い割れ目の多数あるもの。
リソイダイト（木目岩、Resoidite）
石基が潜晶質の珪長質で、緻密でほとんど斑晶を含まないもの。